# Жарково (Московская область)
Жарково — деревня в городском округе Подольск Московской области России. 
До 2015 года входила в состав сельского поселения Дубровицкое Подольского района; до середины 2000-х — в Дубровицкий сельский округ.

## Население
Согласно Всероссийской переписи, в 2002 году в деревне проживало 26 человек (9 мужчин и 17 женщин). По данным на 2005 год в деревне проживало 15 человек.

## Расположение
Деревня Жарково расположена примерно в 5 км к западу от центра города Подольска (примерно в километре от городской черты). Рядом с деревней протекает река Моча. Ближайшие населённые пункты — деревни Докукино, Лемешово, Акишово и Наумово.